# 鉄道事業会計規則
鉄道事業会計規則（てつどうじぎょうかいけいきそく、昭和62年2月20日運輸省令第7号）とは、鉄道事業法に基づき、鉄道事業者で使用すべき会計の整理方法を定めた省令である。所管官庁は国土交通省。

## 構成
- 第1章　総則
- 第2章　固定資産勘定
- 第3章　貯蔵品勘定
- 第4章　収益勘定及び費用勘定
- 第5章　雑則
- 附則

## 使用する勘定科目（第5条関係）

### 費用
現場系の経費は「保存費」本社系の経費は「管理費」という。本社系の経費は「輸送管理費」として整理するが、必要に応じて「線路管理費」等に仕訳する。
- 線路保存費
- 電路保存費
- 車両保存費
- 運転費
- 運輸費

- 線路管理費
- 電路管理費
- 車両管理費
- 運転管理費
- 運輸管理費

### 流動資産
- 棚卸資産